# Dienia seidenfadeniana
Dienia seidenfadeniana là một loài thực vật có hoa trong họ Lan. Loài này được Szlach., Marg. & Rutk. mô tả khoa học đầu tiên năm 1999.